# Curtara transversa
Curtara transversa är en insektsart som beskrevs av Delong 1980. Curtara transversa ingår i släktet Curtara och familjen dvärgstritar. Inga underarter finns listade i Catalogue of Life.